# Grandwood Park
Grandwood Park es un lugar designado por el censo ubicado en el condado de Lake en el estado estadounidense de Illinois. En el Censo de 2010 tenía una población de 5202 habitantes y una densidad poblacional de 1.278,49 personas por km².

## Geografía
Grandwood Park se encuentra ubicado en las coordenadas 42°23′29″N 87°59′12″O / 42.39139, -87.98667. Según la Oficina del Censo de los Estados Unidos, Grandwood Park tiene una superficie total de 4.07 km², de la cual 4.01 km² corresponden a tierra firme y (1.4%) 0.06 km² es agua.

## Demografía
Según el censo de 2010, había 5202 personas residiendo en Grandwood Park. La densidad de población era de 1.278,49 hab./km². De los 5202 habitantes, Grandwood Park estaba compuesto por el 76.53% blancos, el 5.75% eran afroamericanos, el 0.06% eran amerindios, el 11.23% eran asiáticos, el 0.02% eran isleños del Pacífico, el 3.58% eran de otras razas y el 2.85% pertenecían a dos o más razas. Del total de la población el 10.53% eran hispanos o latinos de cualquier raza.